# Гілшир-Вілледж (Техас)
Гілшир-Вілледж (англ. Hilshire Village) — місто (англ. city) в США, в окрузі Гарріс штату Техас. Населення — 816 осіб (2020).

## Географія
Гілшир-Вілледж розташований за координатами 29°47′27″ пн. ш. 95°29′19″ зх. д. / 29.79083° пн. ш. 95.48861° зх. д. (29.790799, -95.488475).  За даними Бюро перепису населення США в 2010 році місто мало площу 0,70 км², уся площа — суходіл.

## Демографія
Згідно з переписом 2010 року, у місті мешкало 746 осіб у 285 домогосподарствах у складі 225 родин. Густота населення становила 1069 осіб/км².  Було 298 помешкань (427/км²).
Расовий склад населення:
| - 89,7 % — білих - 5,6 % — азіатів - 0,3 % — корінних американців - 0,3 % — чорних або афроамериканців - 1,2 % — осіб інших рас |

До двох чи більше рас належало 2,9 %. Частка іспаномовних становила 6,6 % від усіх жителів.
За віковим діапазоном населення розподілялося таким чином: 24,8 % — особи молодші 18 років, 55,1 % — особи у віці 18—64 років, 20,1 % — особи у віці 65 років та старші. Медіана віку мешканця становила 47,6 року. На 100 осіб жіночої статі у місті припадало 97,4 чоловіків;  на 100 жінок у віці від 18 років та старших — 95,5 чоловіків також старших 18 років.
Середній дохід на одне домашнє господарство  становив 185 505 доларів США (медіана — 148 750), а середній дохід на одну сім'ю — 220 877 доларів (медіана — 189 375). За межею бідності перебувало 1,7 % осіб, у тому числі 0,0 % дітей у віці до 18 років та 3,7 % осіб у віці 65 років та старших.
Цивільне працевлаштоване населення становило 344 особи. Основні галузі зайнятості: науковці, спеціалісти, менеджери — 20,9 %, освіта, охорона здоров'я та соціальна допомога — 19,2 %, фінанси, страхування та нерухомість — 13,4 %.